# Charles Mendelssohn Bostock
Charles Mendelssohn Bostock, britanski general, * 1889, † 1976.